# واتانابه نو تسونا

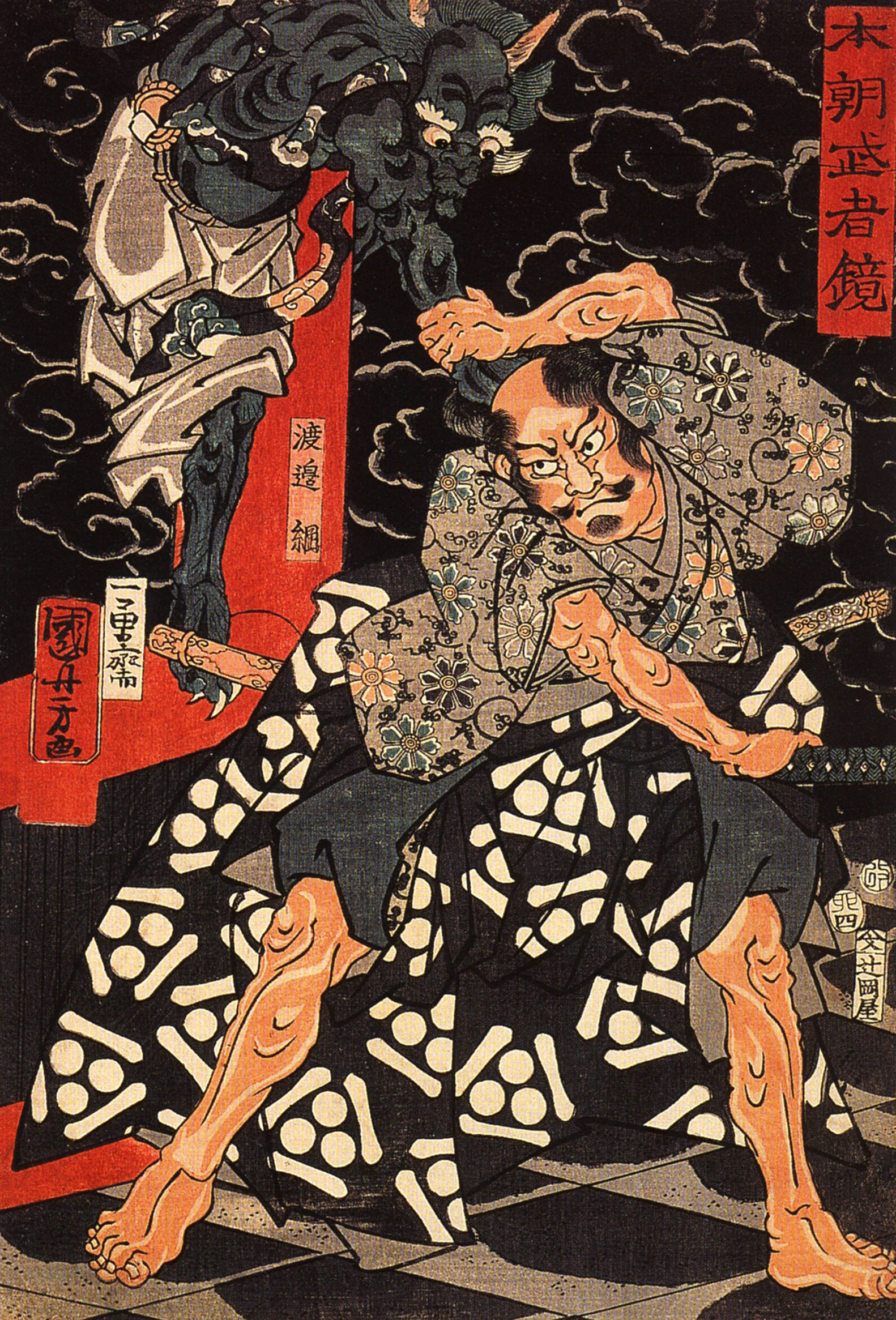
تسونا در دروازه راشومون با ایباراگی اونی می‌جنگد

واتانابه نو تسونا (渡辺綱) (از ۹۵۳ تا ۱۰۲۵) یک سامورایی ژاپنی بود، که ملازم و یاور میناموتو نو یوری میتسو (که همچنین با عنوان رایکو نیز شناخته می‌شود)، محسوب می‌شد. وی یکی از اولین سامورایی‌هایی به شمار می‌رود که به خاطر سوء استفادهٔ خویش از قدرت نظامی، در تاریخ ژاپن مشهور می‌باشد.
وی همچنین با عنوان تسونا نیز، نام برده می‌شود.

## نبرد با ایباراکی

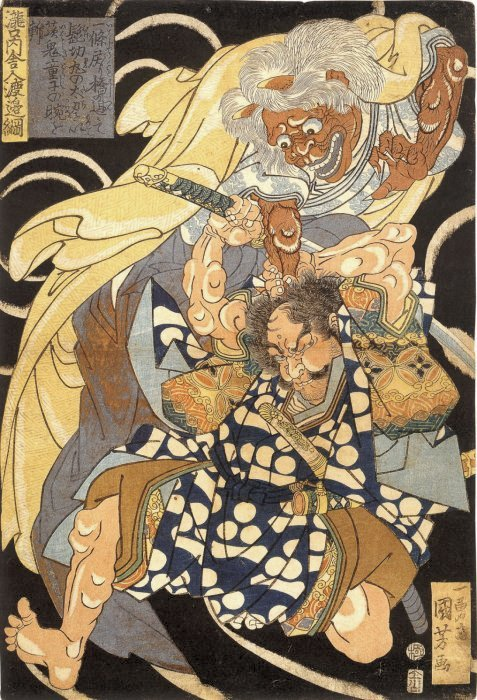
جنگ واتانابه نو تسونا با دیو ایباراکی

وقتی پاسداری از دروازه راشومون در کیوتو به تسونا واگذار شد، ابلیسی به نام ایباراکی به نابودی او برخاست. در سحرگاه یک شب، تسونا ناگهان فشار دستی غیرزمینی را بر شانهٔ خویش احساس کرد، پس به سرعت برگشت و دست را با یک ضربهٔ شمشیر قطع نمود. دست پشمالود ایباراکی بر جای ماند و خود او، به سرعت از مهلکه گریخت.
معروف است که پس از ماجرای فوق، ایباراکی خود را به هیأت دایه پیر تسونا درآورد و با سوء استفاده از احترام این قهرمان به دایهٔ پیر خویش، دست خود را پس گرفت.